# ザバス
ザバス（ƧAVAS）は、明治が販売しているスポーツ飲料およびサプリメントで、同社の登録商標（第2484365号ほか）である。

## 概要
ブランド名の「ƧAVAS」は"Source of Athletic Vitality and Adventurous Spirit"の頭文字をとったものである。ザバスの英字ロゴにある最初の「Ƨ」の字はSが反転したものである。ロゴデザインは松永真によるもの。
アスリートをサポートするためにスポーツ栄養学に基づいて開発され、1980年に販売を開始。日本で初めてのスポーツサプリメントとして誕生し、日本のプロテインブランドの一つとして確立した。
1991年11月、ザバス スポーツ&ニュートリション･ラボ（所長（当時）杉浦克己）を設立し、スポーツ界、アスリートに対する栄養サポートを開始した。
2021年2月、ザバスのリニューアルにより これまでのプロテイン粉末より溶けやすくなる「均質顆粒化製法」が採用され溶けやすくなった。それと同時に、これまでの金属缶タイプからプラスチックの容器に変更されより密封性が高くなっている。

## 商品ラインナップ
PRO
- ザバス プロ WPIハイパワー
- ザバス プロ WPIクリア
- ザバス プロ WPIリカバリー
- ザバス リカバリープロテインゼリー

ATHLETE
- ザバス アスリート ウェイトアップ
- ザバス アスリート ウェイトダウン
- ザバス アスリート ホエイジョイント
- ザバス アスリート ホエイメンテ

BODY MAKE
- ザバス ホエイプロテイン100
- ザバス アクア ホエイプロテイン100
- ザバス ジュニアプロテイン
- ザバス アミノパワープロテイン
- ザバス MILK PROTEIN 脂肪0

BODY SHAPE
- ザバス ソイプロテイン100
- ザバス MILK PROTEIN 脂肪0 +SOY
- ザバス シェイプ&ビューティ
- ザバス for Woman MILK PROTEIN 脂肪0 +SOY

その他
- ザバススポーツウォーター（スポーツドリンク ポッカサッポロフード&ビバレッジにライセンス販売）

## サポートアスリート

### サッカー
- 選手
  - 酒井宏樹
- チーム
  - 浦和レッドダイヤモンズ
  - 川崎フロンターレ
  - 浦和レッズレディース

### 野球
- 選手
  - 上原浩治
  - 内川聖一
  - 大谷翔平
  - 和田毅
  - 鈴木誠也
- チーム
  - 侍ジャパン

### 陸上
- 澤野大地
- 畑瀬聡
- 福島千里
- 新谷仁美

### ラグビー
- 選手
  - 姫野和樹
  - 松島幸太朗
- チーム
  - ラグビー男子日本代表
  - ラグビー女子日本代表

### バレーボール
- バレーボール男子日本代表
- バレーボール女子日本代表

### バスケットボール
- 選手
  - 渡嘉敷来夢
- チーム
  - バスケットボール男子日本代表
  - バスケットボール女子日本代表

### ボクシング
- 選手
  - 井上尚弥
- 団体
  - 大橋ボクシングジム

### 自転車競技
- チーム ブリヂストン サイクリング

### スピードスケート
- 髙木美帆

### 競輪
- 西谷岳文
- 太田りゆ

### 飛び込み
- 寺内健

## その他
- 公益社団法人日本ラグビーフットボール協会ユースプログラムパートナー、公益社団法人日本アメリカンフットボール協会フットボールアカデミーのオフィシャルスポンサーである。
- 同ブランドを冠したスポーツクラブ「ザバススポーツクラブ」も存在する（2019年3月現在7店舗を展開）。運営元の明治スポーツプラザ（現・セントラルスポーツプラザ）は元々は明治の関連会社だったが、2013年に大手スポーツクラブのセントラルスポーツに売却された。「ザバススポーツクラブ」の商標権（第3339422号）は明治が保有しており、セントラルスポーツプラザは明治から商標使用許諾を受けて運営している。
- ロゴは「ZAVAS」にも見えるが、明治は「ZAVAS」も商標登録している（第1524196号ほか）。